# Argyrogrammana pastaza
Argyrogrammana pastaza is een vlindersoort uit de familie van de prachtvlinders (Riodinidae), onderfamilie Riodininae.
Argyrogrammana pastaza werd in 1996 beschreven door Hall, J & Willmott.